# Café El Nacional
El Café El Nacional de la ciudad de Buenos Aires fue conocido como La Catedral Del Tango porque allí actuaron importantes artistas vinculados a ese género musical. Funcionó desde comienzos del siglo XX en varias ubicaciones de la zona céntrica de la ciudad y desapareció el 15 de octubre de 1952 al ser transformado en pizzería.

## Sucesivos locales y dueños
Se sabe que el Café El Nacional funcionó en el local de la esquina de Cerrito y Corrientes cuando ésta todavía era angosta, hasta 1916 en que fue desalojada por el Banco que era dueño del predio y que instaló allí una sucursal. Los dueños del café, Pedro Paz y Manuel Otero lo trasladaron a una cuadra de distancia, Corrientes 980  entre Suipacha y Carlos Pellegrini, en la misma cuadra del Café Los Inmortales. Poco después lo vendieron, iniciándose una serie de cambios de dueño hasta que en 1920 lo adquirieron los hermanos Barilari, quienes lo remozaron y lo conservaron hasta 1929 con gran éxito. 
En 1929 lo transfirieron el negocio en tanto, por la misma época, adquirían la totalidad del edificio donde estaba ubicado el mismo. Adquirió la explotación del Café una sociedad integrada por Segundo López, Alonso y Pérez y posteriormente este último, asociado con Requejo lo adquirió en su totalidad. Los siguientes propietarios fueron los hermanos Segundo y Pedro Prado, que estuvieron hasta 1942. Ese año Pedro salió de la sociedad y en su lugar ingresó Francisco Blanco Cacheiro que, al fallecer el primero, adquirió la parte de los herederos quedando como único dueño. La valorización del negocio puede observarse teniendo en cuenta que la venta de 1916 se hizo en $ 8.000.- y la de 1952 fue en un millón y medio de pesos.

## Faceta artística
Cuando se inauguró el nuevo local el 22 de diciembre de 1916 contaba con un palco escénico en el cual una orquesta de señoritas inició lo que fue una sucesión de tangos ejecutados por maestros de esa época. Ese día el plato fuerte estuvo a cargo de la orquesta de Roque Biafore. Pasaron por allí Manuel Pizarro antes de radicarse en Europa, el cantor Horacio Palma, Antonino Cipolla con su orquesta, en 1921, y tocó  fugazmente Paquita Bernardo, la primera mujer bandoneonista de tango.
El pianista Rafael Miguel Sánchez debutó como director frente a su propia orquesta en la Confitería Germinal, en el bar Marzotto y enl Café El Nacional.
En la década del '20 el quinteto de la Orquesta Típica Pacho  tocó en varias ocasiones en el café El Nacional, integrado por Juan Maglio, Domingo Platerotti, Elvino Vardaro Juan Pecci y Oscar Ventura
Quien tocó por mucho tiempo –y con mucho éxito- en el café fue Anselmo Aieta. La orquesta de Roque Biafore estaba contratada para actuar en el café y su titular requirió ausentarse por un mes, permiso que fue concedido. Durante su ausencia tocó en algunas oportunidades Anselmo Aieta, a modo de accesorio pues tenía otras obligaciones.  Biafore decidió no reintegrarse y así fue que Aieta se presentó en El Nacional.  
Cuenta Ernesto de la Cruz que estudiaba con el maestro Gilardo Gilardi, que le preguntó qué se hacía primero, la poesía o la música. Gilardi le respondió que en todos los casos el poeta debe escribir primero y el músico después. Por aquella época frecuentaban el café El Nacional los cantores  Pablo Eduardo Gómez y Alfredo Marino y, sabiendo que este último escribía, De la Cruz le pidió una letra. Marino le trajo la letra, en lunfardo, que en ese entonces no se estilaba, Gómez le puso el título y De la Cruz la musicalizó. Así nació El ciruja , que Gómez estrenó con la orquesta de De la Cruz en el café el 12 de agosto de 1926 sin que sus autores imaginaran su éxito posterior.
En 1935 el cantor Roberto Rufino debutó profesionalmente en el Café como vocalista de la orquesta de Francisco Rosse. Florindo Sassone formó su primer orquesta en 1935 y debutó el 1 de enero de 1936 en Radio Belgrano y actuó en el local  con la voz de Alberto Amor
En 1936 Osvaldo Pugliese creó un sexteto junto a Alfredo Calabró, Juan Abelardo Fernández y Marcos Madrigal (bandoneones), Rolando Curzel y Juan Pedro Potenza (violines), Aniceto Rossi (contrabajo), del cual era su director y el 11 de agosto de 1939 se presentó en el café El Nacional; esa  orquesta,  con los lógicos recambios, lo acompañó durante 55 años.
La Orquesta Típica de Orlando Goñi debutó el 1 de diciembre de 1943 en el café El Nacional, con un extraordinario éxito, que convocó a 25.000 personas en dos semanas.
A Oscar Alonso lo llevó a cantar al Café El Nacional  Anselmo Aieta en 1931. Dice la tradición que allí lo escuchó cantar Carlos Gardel y le hizo un caluroso elogio.
En 1920 Anselmo Aieta, con su orquesta a la que había incorporado a Humberto Canaro y Rafael Tuegols, inició sus actuaciones en el Café El Nacional, que se prolongaron durante 12 años con sus naturales paréntesis de renovación de programas. En ese lugar nacieron la mayoría de sus obras populares, entre ellas los tangos Alma en pena, Príncipe, Siga el corso y Suerte loca y el vals Palomita blanca. 
El primer cantor que actuó en el Café El Nacional fue Francisco Alfredo Marino, el autor de El ciruja; y el último fue Alberto Marino, el 15 de diciembre de 1952.

## Poema
Enrique Cadícamo escribió el poema Café Nacional:
En una calle céntrica donde la ola

de la ciudad arrastra todo el descarte,

hay un café salvado de la victrola

donde el tango levanta su rancho aparte.

En este templo mishio del pentagrama,

porteño hasta la mezcla de su revoque,

es donde el tango vuelca toda su gama

y entra en los corazones como un estoque.

Estos muros tan viejos que ha respetado

la biaba prepotente de la piqueta,

son los testigos de mi café cortado

y de las filigranas de Antonio Aieta.